# El Gato Negro
El Gato Negro va ser una editorial fundada a Barcelona per Joan Bruguera Teixidó l'any 1910. Al final de la Guerra Civil espanyola, l'any 1940, passà a denominar-se Editorial Bruguera
Especialitzada en l'edició de publicacions seriades il·lustrades destinades, sobretot, al públic jove, es compta entre les editorials capdavanteres del còmic a Catalunya i a tot l'Estat Espanyol.
Pulgarcito va ser la seva referència principal, però El Gato Negro va editar moltes altres capçaleres tals com Sigronet, Charlot, Pieles Rojas contra Blancos, etc.
Entre els dibuixants més assidus d'aquesta editorial es poden esmentar Emili Boix Pagès, Manuel Urda, Eveli Torent, Daniel Masgoumiery, Ernesto Pérez Donaz, Josep Escobar, Ermengol Vinaixa, Salvador Mestres, Ramon Sabatés, Artur Moreno, etc.